# Skakavitsa Peak
Der Skakavitsa Peak (englisch; bulgarisch връх Скакавица wrach Skakawiza) ist ein 1119 m hoher Berg im Grahamland auf der Antarktischen Halbinsel. In den Kondofrey Heights auf der Trinity-Halbinsel ragt er 9,93 km südsüdöstlich des Mount Schuyler 8,94 km südwestlich des Mount Daimler und 3 km nordwestlich des Mount Reece auf. Der Victory-Gletscher liegt nördlich und östlich von ihm.
Deutsche und britische Wissenschaftler nahmen 1996 seine Kartierung vor. Die bulgarische Kommission für Antarktische Geographische Namen benannte ihn 2010 nach dem  Naturreservat Skakawiza im bulgarischen Rilagebirge.